# ۱۱۳۴ (میلادی)
۱۱۳۴ (میلادی) هزار و صد و سی و چهارمین سال تقویم میلادی است.

## درگذشتگان
‎